# Генні Кетелар
Генні Кетелар (нід. Hennie Keetelaar, 23 січня 1927 — 28 січня 2002) — нідерландський ватерполіст.
Учасник Олімпійських Ігор 1948 року.
Бронзовий призер Олімпійських ігор 1948 року.
Чемпіон Європи з водних видів спорту 1950 року.